# 男を飼う
『男を飼う』（おとこをかう）は、1969年に発表された梶山季之の風俗小説。『週刊明星』に1968年から1969年まで掲載された。上・下は二分冊から成り、上巻には「鞭と奴隷の章」、下巻には「蛇と刺青の章」の副題が付けられている。

## 物語
魚住はバーで冴子と知り合いプレイ契約を結ぶ。風見はゴムの下着と婦人用の長靴を履き、女の長靴を履いている感覚が両足に感じるのを悦び、女の洋服姿で、同性愛女性から指や刷毛を使って、耳朶や首筋などを擽られる。
久留島は女王様の冴子から背広の下に女性の下着一式を纏っている。
冴子はアメリカやメキシコで、富豪の有閑マダムにお好みの性サービスを提供する事業を始めるため、4人の女装男子を連れて渡米する計画を立てていた。

## 登場人物
- 魚住アキラ（彰） - 主人公。アメリカ帰りの美容師。二十二歳。女の格好で暮らし、日本語は女言葉で話す。
- 冴子 - もう一人の主人公。レズビアン[2]で女装した男も好き。SMの女王様。
- 礫功一郎 - 映画スター。女装してSMプレイをする。マゾヒスト女性に対しては女王様にもなる。
- 風見吉彦 - 女装の美大生。ゴムやビニールが好きで、天気の良い日でも婦人用の長靴を履いている。高級住宅地の豪邸に住む。
- 久留島敏郎 - 大学院生。女性の下着マニア。
- サリー - 日本人と欧米白人のハーフ。
- ミッシェル・ロンブレロ夫人 - アカプルコに住むフランス系メキシコ人。マゾヒストの白人女性。

## 作者の主張・一家言
作者は登場人物の発言を借り、男同士の性行為は特殊な挿入は嫌悪し、シックスナインでの相互口戯もキスしたり嬌声を発せられないから駄目だと言う。互いに相手の陰茎を持ち合っての相互手淫や陰茎密着こそ正しいやり方だと主張する。（現実世界でも陰茎密着は英語ではFrotと書かれ、タチによる挿入の実践を軽蔑した男同士の同性愛者によって普及した）。 

## 書誌情報
- 『男を飼う』（上・下）（集英社、1969年）
- 『男を飼う 鞭と奴隷の章』『男を飼う 蛇と刺青の章』（集英社、新書判　1970年）
- 『男を飼う 鞭と奴隷の章』ISBN-13-978-4087496598、『男を飼う 蛇と刺青の章』ISBN-13-978-4087496604（集英社文庫、1990年）

## 関連事項
- 女装百合
- くすぐりプレイ
- 長靴フェチ
- 女王様